# Бычиха (Вологодская область)
Бычиха — деревня в Харовском районе Вологодской области.
Входит в состав Харовского сельского поселения, с точки зрения административно-территориального деления — в Харовский сельсовет.
Расстояние до районного центра Харовска по автодороге — 15,5 км. Ближайшие населённые пункты — Нижне-Кубенский, Пановское, Шенурово, Якушево, Хвостиха.
По переписи 2002 года население — 10 человек.